# سارکولما
سارکولما یا گوشت‌غشا  (به انگلیسی: sarcolemma)، غشای سلول عضلانی است.
در زبان یونانی، سارکو به معنای گوشته و لما به معنای سپر است.  در مورد عضلات قلبی، میولما رایجتر است.